# Up All Night: The Live Tour
Up All Night: The Live Tour é um DVD da boy band britânica One Direction lançado pela Columbia Records e dirigido por Andy Saunders. O vídeo tem a produção da dupla Andy Saunders e Tom Bairstaw e foi gravado durante a primeira turnê da banda, Up All Night Tour e consiste no primeiro álbum da banda Up All Night, além de cinco covers.
O show de gravação incluiu todas as canções do álbum Up All Night, inclusive as de versão de luxo, os cinco covers "I Gotta Feeling", "Stereo Hearts", "Use Somebody", "Valerie" e "Torn" foram apresentado em medley. O vídeo ao vivo da canção "Moments" foi liberada pela banda no You Tube em 10 de abril de 2012.

## Conteúdo
Assim como nos outros shows da turnê Up All Night Tour, o show em Bournemouth International Centre, Bournemouth no dia 12 de de janeiro de 2012 seria apenas mais um, mas durante o início Louis, Harry, Zayn, Liam e Niall anunciaram que neste dia seria gravado o primeiro álbum de vídeo da banda fazendo com que a plateia gritasse muito. As músicas apresentadas na gravação, também fizeram parte do repertório dos outros shows da turnê.

## Lista de faixas
| Versão padrão | | |         |  |
| N.º           | Título | Compositor(es) | Duração |  |
| 1.            | "Na Na Na" | Iain James, Savan Kotecha, James Murray, Matt Squire, Mustapha Omer | 3:05    |  |
| 2.            | "Stand Up" | Roy Stride, Josh Wilkinson | 2:53    |  |
| 3.            | "I Wish" | Rami Yacoub, Carl Falk, Kotecha | 3:35    |  |
| 4.            | "Medley: "I Gotta Feeling" (cover de Black Eyed Peas) "Stereo Hearts" (cover de Gym Class Heroes) "Valerie" (cover de The Zutons) "Torn" (cover de Ednaswap)" | The Black Eyed Peas, David Guetta, Frédéric Riesterer, Travie McCoy, Adam Levine, Benjamin Levin, Brandon Lowry, Ammar Malik, Dan Omelio, Dave McCabe, The Zutons, Scott Cutler, Anne Preven, Phil Thornalley | 4:23    |  |
| 5.            | "Moments" | Ed Sheeran, Si Hulbert | 4:22    |  |
| 6.            | "Gotta Be You" | Steve Mac, August Rigo | 3.21    |  |
| 7.            | "More Than This" | Jamie Scott | 3:48    |  |
| 8.            | "Up All Night" | Kotecha, Squire | 3:12    |  |
| 9.            | "Tell Me a Lie" | Kelly Clarkson, Tom Meredith, Shep Solomon | 3:15    |  |
| 10.           | "Everything About You" | Steve Robson, Wayne Hector, Harry Styles, Liam Payne, Louis Tomlinson, Niall Horan, Zayn Malik | 3:35    |  |
| 11.           | "Use Somebody (cover de Kings of Leon)" | Kings of Leon | 4:13    |  |
| 12.           | "One Thing" | Yacoub, Falk, Kotecha | 3:17    |  |
| 13.           | "Save You Tonight" | RedOne, BeatGeek, Jimmy Joker, Teddy Sky, AJ Junior, Alaina Beaton, Kotecha | 3:24    |  |
| 14.           | "What Makes You Beautiful" | Yacoub, Falk, Kotecha | 2:51    |  |
| 15.           | "I Want" | Tom Fletcher | 3.27    |  |
| 16.           | "Documentary Feature (Documentário)" | |         |  |

## Desempenho nas tabelas musicais
Em 6 de junho de 2012, a revista Billboard notificou que Up All Night: The Live Tour venderia 76 mil cópias em sua primeira semana e que seria a maior estreia desde Live at The Royal Albert Hall de Adele em 2011. No início de agosto de 2012, havia vendido 246 mil cópias nos Estados Unidos. Na parada australiana, o disco estreou na primeira posição vendendo 90 mil cópias, sendo certificado em seis platinas pela ARIA. . Até a data o DVD alcançou á marca de 2 milhões de exemplares vendidos no mundo todo.

### Tabelas musicais semanais
| Tabelas musicais (2012)            | Melhor posição |
| ---------------------------------- | -------------- |
| Austrália - Top 40 Music DVD Chart | 1              |
| Brasil - Top DVDs Brasil           | 6              |
| Espanha - Promusicae               | 1              |
| Estados Unidos - Top Music Videos  | 1              |
| Irlanda - Top 10 Music Videos      | 1              |
| Reino Unido - Top 40 Music Video   | 4              |

## Histórico de lançamento
Up All Night: The Live Tour foi distribuído para download digital nos dias 25 de maio na Austrália, 28 no Reino Unido, Irlanda e outros países europeus, e dia 29 nos Estados Unidos e no Brasil. No dia 23 de Maio de 2012 o filme irá ser exibido nos cinemas apenas em Portugal.
| País           | Data               | Formato               | Editora discográfica |
| -------------- | ------------------ | --------------------- | -------------------- |
| Austrália      | 25 de maio de 2012 | DVD, download digital | Lava Records         |
| Estados Unidos | 29 de maio de 2012 | DVD, download digital | Syco Music           |
| Brasil         | 29 de maio de 2012 | DVD, download digital | Syco Music           |
| Irlanda        | 28 de maio de 2012 | DVD, download digital | Columbia Records     |
| Reino Unido    | 28 de maio de 2012 | DVD, download digital | Columbia Records     |